# Visions de Robot
Visions de Robot (Robot Visions en anglès, l'idioma original) és una col·lecció de narracions breus de ciència-ficció i assaigs d'Isaac Asimov publicats l'any 1990. Moltes de les històries es reimprimeixen en altres col·leccions d'Asimov, particularment Jo, robot i L'home bicentenari i altres relats. També inclou la història del títol, "Robot Visions" (escrita específicament per a aquesta col·lecció), que combina els motius dels robots i els viatges en el temps d'Asimov. És el llibre acompanyant de Robot Dreams.

## Contingut

### Introducció: Les Cròniques Robot
Un assaig introductori de divuit pàgines, el qual consta de disset pàgines de text i una il·lustració d'una pàgina de Ralph McQuarrie (es tracta dels recomptes de pàgines de l'edició de tapa dura). Aquest assaig (menys la il·lustració) es va reimprimir posteriorment a la col·lecció Or d'Asimov.

### Històries
| Títol original             | Traducció al català     | Any  | Primera aparició                                                                        |
| -------------------------- | ----------------------- | ---- | --------------------------------------------------------------------------------------- |
| "Robot Visions"            | "Visions de Robot"      | 1990 | Primera aparició en aquesta col·lecció                                                  |
| "Too Bad!"                 | "Massa malament!"       | 1989 | Primera aparició a The Microverse                                                       |
| "Robbie"                   | "Robbie"                | 1940 | `Primera aparició a la revista Super Science Stories sota el títol "Strange Playfellow” |
| "Reason"                   | "Raó"                   | 1941 | Primera aparició a la revista Astounding Science Fiction                                |
| "Liar!"                    | "Mentider!"             | 1941 | Primera aparició a la revista Astounding Science Fiction                                |
| "Runaround"                | "Cercle viciós"         | 1942 | Primera aparició a la revista Astounding Science Fiction                                |
| "Evidence"                 | "Evidència"             | 1946 | Primera aparició a la revista Astounding Science Fiction                                |
| "Little Lost Robot"        | "Petit Robot Perdut"    | 1947 | Primera aparició a la revista Astounding Science Fiction                                |
| "The Evitable Conflict"    | "El Conflicte Evitable" | 1950 | Primera aparició a la revista Astounding Science Fiction                                |
| "Feminine Intuition"       | "Intuïció Femenina"     | 1969 | Primera aparició a la revista The Magazine of Fantasy and Science Fiction               |
| "The Bicentennial Man"     | "L'home Bicentenari"    | 1976 | Primera aparició a la revista Stellar #2                                                |
| "Someday"                  | "Algún dia"             | 1956 | Primera aparició a la revista Infinity Science Fiction                                  |
| "Think!"                   | "Pensa!"                | 1977 | Primera aparició a la revista Isaac Asimov's Science Fiction Magazine                   |
| "Segregationist"           | "Segregacionista"       | 1967 | Primera aparició a la revista Abbotempo 4                                               |
| "Mirror Image"             | "Imatge de mirall"      | 1972 | Primera aparició a la revista Analog: Science Fiction - Science Fact                    |
| "Lenny"                    | "Lenny"                 | 1958 | Primera aparició a la revista Infinity Science Fiction                                  |
| "Galley Slave"             | "Esclau de la Galera"   | 1957 | Primera aparició a la revista Astounding Science Fiction                                |
| "Christmas Without Rodney" | "El Nadal sense Rodney" | 1988 | Primera aparició a la revista Isaac Asimov's Science Fiction Magazine                   |

## Assaigs
| Títol original              | Traducció al català               | Any  | Primera aparició                                       |
| --------------------------- | --------------------------------- | ---- | ------------------------------------------------------ |
| "Robots I Have Known"       | "Robots que vaig conèixer"        | 1954 | Primera aparició a la revista Computers and Automation |
| "The New Teachers"          | "Els nous professors"             | 1976 | Primera aparició a la revistaAmerican Way              |
| "Whatever You Wish"         | "Qualsevol cosa que desitjis"     | 1977 | Primera aparició a la revistaAmerican Way              |
| "The Friends We Make"       | "Els amics que fem"               | 1977 | Primera aparició a la revistaAmerican Way              |
| "Our Intelligent Tools"     | "Les nostres eines intel·ligents" | 1977 | Primera aparició a la revistaAmerican Way              |
| "The Machine and the Robot" | "La Màquina i el Robot"           | 1978 |                                                        |
| "The Laws of Robotics"      | "Les Lleis de la Robòtica"        | 1979 | Primera aparició a la revistaAmerican Way              |
| "The New Profession"        | "La Nova Professió"               | 1979 | Primera aparició a la revistaAmerican Way              |
| "The Robot As Enemy?"       | "El Robot com a enemic?"          | 1979 | Primera aparició a la revistaAmerican Way              |
| "Intelligences Together"    | "Intel·ligències conjuntes"       | 1979 | Primera aparició a la revistaAmerican Way              |
| "My Robots"                 | "Els meus robots"                 | 1987 |                                                        |
| "The Laws of Humanics"      | "Les Lleis de l'Humanisme"        | 1987 |                                                        |
| "Cybernetic Organism"       | "Organisme Cibernètic"            | 1987 |                                                        |
| "The Sense of Humor"        | "El Sentit de l'Humor"            | 1988 |                                                        |
| "Robots in Combination"     | "Robots en combinació"            | 1988 |                                                        |
| "Future Fantastic"          | "Futur Fantàstic"                 | 1989 | Primera aparició a la revista Special Reports          |